# Valle dei Molini
La Valle dei Molini o Selva dei Molini o  Val di Selva (Mühlwalder Tal o Mühlwalderthal in tedesco) è una valle italiana lunga circa 20 chilometri situata in Alto Adige. La valle inizia dal Grande Mèsule e scende fino alla località di Molini di Tures. Fino al 1927, data di istituzione della Provincia di Bolzano, la valle faceva parte della Provincia di Trento, mentre fino al 1928 facevano parte della valle parte degli ex-comuni di Lappago e di Molini di Tures.

## Geografia
La Valle dei Molini è definita dal corso del torrente Neves (Nevesbach), affluente del torrente Aurino (Ahr). La valle comincia dal ghiacciaio delle Alpi della Zillertal, e in particolare dal Monte Mesule all'altezza di 3479 metri d'altitudine. La valle è poi è occupata dal lago di Neves (Nevesstausee o Neves-Stausee), di cui il torrente omonimo è immissario ed emissario. Proseguendo verso la Val di Tures (Tauferer Tal), la valle ospita il comune di Selva dei Molini a 1220 metri e una sua frazione chiamata Lappago (Lappach) a 1436 metri. Infine, a circa 900 metri d'altitudine, presso la località Molini di Tures (Mühlen), frazione del comune di Campo Tures (Sand in Taufers), la valle si immette nella ben più grande Val di Tures.

### Collocazione nella Classificazione delle Alpi Orientali secondo il Club Alpino
La Valle dei Molini si colloca, secondo la Alpenvereinseinteilung der Ostalpen (ovvero la "Classificazione delle Alpi Orientali secondo il Club Alpino"), del 1982, nel Settore delle Alpi Centro-orientali (II, nonché 2º Settore alpino), nel Gruppo delle Alpi della Zillertal (II/35, nonché 35º Gruppo alpino).

### Collocazione nella Partizione delle Alpi
La Valle dei Molini si colloca, secondo la Partizione delle Alpi del 1926, nella Grande parte delle Alpi Orientali (III, nonché 3ª Grande parte alpina), nella Sezione delle Alpi Noriche (III/17, nonché 17ª Sezione alpina), nel Gruppo delle Alpi della Zillertal (III/17.b, nonché 2º Gruppo della Sezione delle Alpi della Zillertal).

### Collocazione nella Suddivisione Orografica Internazionale Unificata del Sistema Alpino
La Valle dei Molini si colloca, secondo la Suddivisione Orografica Internazionale Unificata del Sistema Alpino del 2005, nella Grande parte (PT) delle Alpi Orientali (II, nonché 2ª Grande parte alpina), nel Grande settore (SR) delle Alpi Centro-orientali (II/A, nonché 1º Grande settore della Grande parte delle Alpi Orientali), nella Sezione (SZ) delle Alpi dei Tauri occidentali (II/A-17, nonché 17ª Sezione alpina), nella Sottosezione (STS) delle Alpi della Zillertal (II/A-17.I, nonché 67ª Sottosezione alpina), nel Supergruppo (SPG) dei Monti di Fundres (II/A-17.I-C, nonché 161º Supergruppo alpino), nel Gruppo (GR) della Catena Monte Gruppo - Selva dei Mulini (II/A-17.I-C.7, nonché 7º Gruppo della Sottosezione delle Alpi della Zillertal), nel Sottogruppo (STG) della Costiera della Selva dei Mulini (II/A-17.I-C.7.b, nonché 2º Sottogruppo del Gruppo della Catena Monte Gruppo - Selva dei Molini dei Mulini).